# فيتنبورغ
فيتنبورغ (بالألمانية: Wittenburg) هي بلدة و بلدة ألمانية تقع في مكلنبورغ فوربومرن في ألمانيا. يقدر عدد سكانها بـ 6,092 نسمة .

## المدن التوأمة
مدينة لوننينغ هي مدينة توأمة لفيتنبورغ.